# مجزرة خيام مواصي رفح
مجزرة خيام مواصي رفح (28 أيار 2024) هي مجزرة ارتكبها سلاح الجوّ الإسرائيلي حينما قصف منطقة خيام لنازحين في مواصي رفح غرب مدينة غزة، وهي منطقة كانت تُصنّف انها أمنة وفقاً للجيش الإسرائيلي، ارتكبت المجزرة في مساء يوم الثلاثاء 28 أيار 2024 . أسفرت هذه المجزرة الإسرائيليّة إلى أستشهاد 21 شهيد وأكثر من 60 جريح.

## خلفية الحدث
في ساعاتِ الصباح الأولى من يوم السابع من أكتوبر 2023 أطلقت حركة المقاومة الإسلامية حماس عبر ذراعها العسكري كتائب الشهيد عز الدين القسام عملية طوفان الأقصى وذلك ردًا على الاعتداءات الإسرائيلية وتدنيس الأقصى والاستمرار في الاستيطان كما أكّد على ذلك محمد الضيف القائد العام للقسّام والذي أعطى إشارة انطلاق العمليّة التي شهدت اقتحامًا من المقاومين لمستوطنات غلاف غزة ونجحوا في قتلِ عدد كبيرٍ من الجنود الإسرائيلين، وأسر عشرات آخرين كما استطاعوا خلال ساعات قطع عشرات الكيلومترات ووصلوا لمستوطنات أبعد من تلك المحيطة والقريبة من قطاع غزة.
استمرَّت الاشتباكات بين الجيش الإسرائيلي وبين المقاومين في عديد من المستوطنات وعلى رأسها مستوطنة سديروت. الرد الإسرائيلي على هذه العمليّة جاء من خلال شنّ سلاح الجو الإسرائيلي عشرات الغارات العشوائيّة على القطاع متسبّبة في مقتل عشرات المدنيين وتدمير البنية التحتية لمدن القطاع، ليصل حد فرض إغلاق شامل وقطع متعمد لكل الخدمات من ماء وكهرباء وغاز، وهو ما هدَّد حياة أكثر من مليونَي فلسطيني يعيشُ داخل القطاع الذي يُعاني أصلًا من تبعات الحصار الخانق عليهم منذ ستة عشر عاماً.
في مساء يوم 27 أكتوبر/تشرين الأول، أعلن جيش الاحتلال الإسرائيلي بدء الهجوم بري على قطاع غزة من خلال بدء التوغل في بلدة بيت حانون ومخيم البريج. حدث الهجوم وسط سلسلة من الغارات الجوية الإسرائيلية واسعة النطاق التي أدت إلى قطع الاتصالات المتنقلة والوصول إلى الإنترنت في غزة.

## أحداث المجزرة
مع بدء الحرب الفلسطينية الإسرائيلية 2023، قام سلاح الجو الإسرائيلي بقصف مخيم لنازحين في منطقة المواصي، ما أدى لإستشهاد 21 شخص وخمسة منهم من أسرة واحدة، بالإضافة لاحتراق عدد كبير من الخيام وحوالي 60 جريح.

## أسماء شهداء المجزرة
1. الشهيد أمير أشرف نصار.
2. الشهيدة سحر نصار.
3. الشهيدة رغد نصار.
4. الشهيدة هالة محمد القيسي.
5. الشهيدة نورا جبر القيسي.
6. الشهيدة إلهام عبد القادر أبو سالم.
7. الشهيدة لين جبر أبو سالم.
8. الشهيدة دعاء جبر أبو سالم.
9. الشهيدة رهف العبسي.
10. الشهيدة سمر محمود أبو الكاس.
11. الشهيد عبد العزيز عبد القادر أبو الكاس.
12. الشهيدة رباب حسام العبسي.
13. الشهيدة سماح محمود العبسي.
14. الشهيدة فاطمة محمود العبسي.
15. الشهيدة بيسان إبراهيم الهمص.
16. الشهيد صالح إبراهيم الهمص.
17. الشهيد عبد المنعم محمد العبسي.
18. الشهيد أشرف محمد علي.
19. الشهيد أحمد عبد الكريم الطويل.
20. الشهيد أمير إبراهيم الغفاري.
21. الشهيد جابر عبد القادر العبسي. [7]